# گیورگی سوم
گیورگی سوم (به گرجی: გიორგი III) پادشاه گرجستان در سلسله باگراتیونی بود که در دوران وی موفقیت‌های نظامی، شکوفایی‌های هنری، گسترش فرهنگی، الخ بسیاری روی داد. وی فرزند دیمتریوس یکم بود. پس از وی دخترش ملکه تامار بر مردم و سرزمین حکومت کرد و گرجستان را به یک سرزمین بسیار پیشرفته و مقتدر و وسیع تبدیل کرد همچنین دختر دیگرش، روسودان با پسر آندرونیکوس یکم پادشاه امپراتوری بیزانس ازدواج کرد.